# Kadéï
Kadéï är en flod i Kamerun och Centralafrikanska republiken, som tillsammans med Mambéré bildar Sangha. Den rinner genom den sydöstra delen av Kamerun och sydvästra delen av Centralafrikanska republiken, 500 km öster om Kameruns huvudstad Yaoundé. Det översta och en del av det nedre loppet ingår i gränsen mellan länderna.